# Epioblasma turgidula
Epioblasma turgidula är en musselart som först beskrevs av I. Lea 1858.  Epioblasma turgidula ingår i släktet Epioblasma och familjen målarmusslor. IUCN kategoriserar arten globalt som utdöd. Inga underarter finns listade i Catalogue of Life.